# ТЕС Маемох
18°17′42″ пн. ш. 99°45′10″ сх. д. / 18.29500° пн. ш. 99.75278° сх. д.
ТЕС Маемох (Mae Moh) – теплова електростанція на півночі Таїланду у провінції Лампанг.
В 1950-х у Маемох почали видобуток лігніту, поклади якого розробляли відкритим способом. Продукцію кар’єру використовували теплова електростанція потужністю 12,5 МВт та завод азотних добрив. Технологія виробництва останніх на основі лігніту швидко застаріла, зате у середині 1970-х поклади лігніту стали базою для розвитку потужного електроенергетичного майданчику. По досягненні ТЕС максимальної потужності річна продуктивність кар’єру досягнула 16 млн тон.
Станом на першу половину 2020-х на станції були споруджені 14 конденсаційних енергоблоків:
- 3 потужністю по 75 МВт, які стали до ладу в 1978 (два) та 1981 роках;
- 4 потужністю по 140 МВт, що були введені в експлуатацію у 1984 (два) та 1985 (два) роках;
- 6 потужністю по 270 МВт, що стали до ладу з 1989 по 1995 рік;
- 1 потужністю 600 МВт, який запустили в 2019-му. Цей блок використовує технологію ультрасуперкритичних параметрів пари.
В той же час, блок 3 вивели з експлуатації у 1999-му, а блоки 1 та 2 – у 2000-му. Блок 14 спорудили на заміну блокам 4 – 7, проте наприкінці 2022-го на тлі високих світових цін на природний газ блок 4 повернули до експлуатації, яка, за планами, триватиме по 2025 рік.
Для видалення продуктів згоряння кожен із блоків 4 – 7 мав димар заввишки 80 метрів, тоді як кожен із блоків 8 – 13 отримав димар заввишки 150 метрів. Блок 14 використовує димар висотою 200 метрів з діаметром 7,3 метра.
Воду для охолодження отримують із системи водосховищ та каналів, створеної у сточищі річки Маечанг (Mae Chang).
Видача продукції відбувається по ЛЕП, розрахованим на роботу під напругою 230 кВ та 500 кВ.
Власником станції є державна електроенергетична корпорація Electric Generating Authority of Thailand (EGAT).